# Bibliographie sur le Tchad
Bibliographie thématique sur le Tchad.

## Ouvrages généraux
- Pierre-F. Gonidec, La république du Tchad, Berger-Levrault, Paris, 1971
- Jean Chapelle, Le peuple tchadien, ses racines et sa vie quotidienne, L'Harmattan, Paris, 1981,  (ISBN 2858027285)
- Joseph Tubiana (éd.), L'identité tchadienne. L'héritage des peuples et les apports extérieurs, L'Harmattan, Paris, 1994,  (ISBN 2738426220)
- Jacques Le Cornec, Les mille et un Tchad, L'Harmattan, Paris, 2002,  (ISBN 2747537234)
- Julien Decaudaveine, Les tribulations d'un ingénieur au Tchad, L'Harmattan, Paris, 2005,  (ISBN 2747587797)

## Histoire ancienne
- Jean-Claude Zeltner, Les pays du Tchad et la montée des périls : 1795-1850, L'Harmattan, Paris, 2000,  (ISBN 2738456790)
- Jean-Claude Zeltner, Pages d'histoire du Kanem, pays tchadien, L'Harmattan, Paris, 2000,  (ISBN 2858021503)

## Histoire moderne - Politique
- Robert Buijtenhuijs, La Conférence nationale souveraine du Tchad. Un essai d'histoire immédiate, Karthala, Paris, 1993  (ISBN 2865374602)
- Robert Buijtenhuijs, Transition et élections au Tchad 1993-1997. Restauration autoritaire et recomposition politique, ASC / Karthala, Paris, 1998  (ISBN 2865378683)
- Bernard Lanne, Répertoire de l'administration territoriale du Tchad (1900-1994), L'Harmattan, Paris, 1995  (ISBN 2738436005)
- Alain Vivien, N'Djamena (naguère Fort-Lamy). Histoire d'une capitale africaine, Sépia, Paris, 2006  (ISBN 2842801083)
- Ngarlejy Yorongar, Tchad : le procès d'Idriss Déby, témoignage à charge, L'Harmattan, Paris, 2003  (ISBN 2747551172)

## Sociologie - Ethnologie
- Alfred Adler, La mort est le masque du roi. La royauté sacrée des Moundang du Tchad, Payot, Paris, 1982  (ISBN 2228130605)
- Jean Chapelle, Nomades noirs du Sahara, L'Harmattan, Paris, 1982  (ISBN 2858022216)
- Paul Créac'h, Se nourrir au Sahel. L'alimentation au Tchad (1937-1939), L'Harmattan, Paris, 1993  (ISBN 2738407927)
- Claude Durand, Les Anciennes Coutumes pénales du Tchad, L'Harmattan, Paris, 2002,  (ISBN 2747525422)
- Daoud Gaddoum, Le Culte des esprits margay ou maragi chez les Dangaléat du Guéra, L'Harmattan, 1995,  (ISBN 2738433928)
- Sadinaly Kraton, La Chefferie chez les Ngama, L'Harmattan, 1993,  (ISBN 273841690X)
- Jean-Pierre Magnant, La Terre sara, terre tchadienne, L'Harmattan, 1986,  (ISBN 2858026912)
- Jean-Pierre Magnant, La Chefferie ancienne. Études historiques sur le pouvoir dans les sociétés précoloniales du Tchad d'après les sources orales, Presses Universitaires de Perpignan, 1994
- Albert Le Rouvreur, Sahéliens et Sahariens du Tchad, L'Harmattan, Paris, 1989
- Annie M.-D. Lebeuf, Les populations du Tchad (Nord du 10e parallèle), L'Harmattan, Paris, 2006  (ISBN 2296004474)

## Bande dessinée
- La colonne, Tome 1 & 2, Texte de Christophe Dabitch, dessin et couleur de Nicolas Dumontheuil, préface de Venance Konan, Futuropolis, 2013. (ISBN 9782754807128)

## Linguistique
- Jean-Claude Zeltner, Henry Tourneux, L'arabe dans le bassin du Tchad, Karthala, Paris, 1986,  (ISBN 286537145X)
- Patrice Jullien de Pommerol, Dictionnaire arabe tchadien-français : suivi d'un index français-arabe et d'un index des racines arabes, Karthala, 1999

## Littérature
- Samuel Kléda, La sorcière et son fils. Contes toupouri du Cameroun, L'Harmattan, Paris, 1991  (ISBN 2738408524)